# Copa América 1975
Copa América 1975 byla 30. mistrovství pořádané fotbalovou asociací CONMEBOL a zároveň první pod novým názvem. Vítězem se stala Peruánská fotbalová reprezentace.

## Hrací formát
Uruguay byla jako obhájce titulu nasazena přímo do semifinále. Zbylá devítka týmů byla rozlosována do tří skupin po třech týmech. Ve skupinách se utkal dvoukolově každý s každým. Vítězové skupin následně postoupili do semifinále. V semifinále a finále se hrálo systémem doma a venku.

## Soupisky
Podrobnější informace naleznete v článku Copa América 1975 (soupisky).

## První fáze

### Skupina A
| Tým       | B | Z | V | R | P | VG | IG |
| --------- | - | - | - | - | - | -- | -- |
| Brazílie  | 8 | 4 | 4 | 0 | 0 | 13 | 1  |
| Argentina | 4 | 4 | 2 | 0 | 2 | 17 | 4  |
| Venezuela | 0 | 4 | 0 | 0 | 4 | 1  | 26 |

| 31. července 1975 |     |                                        |                                                                  |
| Venezuela         | 0:4 | Brazílie                               | Estadio Olímpico, Caracas diváci: 20 000 rozhodčí: Carlos Rivero |
|                   |     | Romeu 2' Ranival 50' Palhinha 82', 88' | Estadio Olímpico, Caracas diváci: 20 000 rozhodčí: Carlos Rivero |

| 3. srpna 1975 |     |                                            |                                                                      |
| Venezuela     | 1:5 | Argentina                                  | Estadio Olímpico, Caracas diváci: 15 000 rozhodčí: Rafael Hormazábal |
| Iriarte 14'   |     | Puque 12', 34', 66' Kempes 30' Ardiles 86' | Estadio Olímpico, Caracas diváci: 15 000 rozhodčí: Rafael Hormazábal |

| 6. srpna 1975           |     |           |                                                                         |
| Brazílie                | 2:1 | Argentina | Estádio Mineirão, Belo Horizonte diváci: 80 000 rozhodčí: Ramón Barreto |
| Nelinho 31', 55' (pen.) |     | Asad 11'  | Estádio Mineirão, Belo Horizonte diváci: 80 000 rozhodčí: Ramón Barreto |

| 10. srpna 1975                                                                                     |      |           |                                                           |
| Argentina                                                                                          | 11:0 | Venezuela | Cor de León, Rosario diváci: 50 000 rozhodčí: Pedro Reyes |
| Killer 8', 41', 62' Gallego 14' Ardiles 39' Kempes 53', 81' Zanabria 56', 64' Bóveda 80' Puque 85' |      |           | Cor de León, Rosario diváci: 50 000 rozhodčí: Pedro Reyes |

| 13. srpna 1975                                                        |     |           |                                                                         |
| Brazílie                                                              | 6:0 | Venezuela | Estádio Mineirão, Belo Horizonte diváci: 32 000 rozhodčí: Carlos Rivero |
| Roberto Batata 6', 79' Nelinho 9' Ranival 37' Campos 53' Palhinha 65' |     |           | Estádio Mineirão, Belo Horizonte diváci: 32 000 rozhodčí: Carlos Rivero |

| 16. srpna 1975 |     |             |                                                             |
| Argentina      | 0:1 | Brazílie    | Cor de León, Rosario diváci: 50 000 rozhodčí: Carlos Robles |
|                |     | Ranival 45' | Cor de León, Rosario diváci: 50 000 rozhodčí: Carlos Robles |

### Skupina B
| Tým     | B | Z | V | R | P | VG | IG |
| ------- | - | - | - | - | - | -- | -- |
| Peru    | 7 | 4 | 3 | 1 | 0 | 8  | 3  |
| Chile   | 3 | 4 | 1 | 1 | 2 | 7  | 6  |
| Bolívie | 2 | 4 | 1 | 0 | 3 | 3  | 9  |

| 17. července 1975 |     |           |                                                                  |
| Chile             | 1:1 | Peru      | Estadio Nacional, Santiago diváci: 50 000 rozhodčí: Omar Delgado |
| Crisosto 10'      |     | Rojas 72' | Estadio Nacional, Santiago diváci: 50 000 rozhodčí: Omar Delgado |

| 20. července 1975 |     |            |                                                                     |
| Bolívie           | 2:1 | Chile      | Estadio Jesús Bermúdez, Oruro diváci: 18 000 rozhodčí: Héctor Ortiz |
| Mezza 60', 75'    |     | Gamboa 41' | Estadio Jesús Bermúdez, Oruro diváci: 18 000 rozhodčí: Héctor Ortiz |

| 27. července 1975 |     |             |                                                                          |
| Bolívie           | 0:1 | Peru        | Estadio Jesús Bermúdez, Oruro diváci: 18 000 rozhodčí: Alberto Ducatelli |
|                   |     | Ramírez 17' | Estadio Jesús Bermúdez, Oruro diváci: 18 000 rozhodčí: Alberto Ducatelli |

| 7. srpna 1975                           |     |                  |                                                                      |
| Peru                                    | 3:1 | Bolívie          | Estadio Nacional, Lima diváci: 40 000 rozhodčí: Romualdo Arppi Filho |
| Ramírez 7' (pen.) Cueto 26' Oblitas 52' |     | Mezza 58' (pen.) | Estadio Nacional, Lima diváci: 40 000 rozhodčí: Romualdo Arppi Filho |

| 13. srpna 1975                          |     |         |                                                                       |
| Chile                                   | 4:0 | Bolívie | Estadio Nacional, Santiago diváci: 15 000 rozhodčí: Arturo Ithurralde |
| Araneda 40', 87' Ahumada 61' Gamboa 71' |     |         | Estadio Nacional, Santiago diváci: 15 000 rozhodčí: Arturo Ithurralde |

| 20. srpna 1975                    |     |                    |                                                                                  |
| Peru                              | 3:1 | Chile              | Estadio Alejandro Villanueva, Lima diváci: 35 000 rozhodčí: Juan José Fortunatto |
| Rojas 3' Oblitas 32' Cubillas 39' |     | Carlos Reinoso 76' | Estadio Alejandro Villanueva, Lima diváci: 35 000 rozhodčí: Juan José Fortunatto |

### Skupina C
| Tým      | B | Z | V | R | P | VG | IG |
| -------- | - | - | - | - | - | -- | -- |
| Kolumbie | 8 | 4 | 4 | 0 | 0 | 7  | 1  |
| Paraguay | 3 | 4 | 1 | 1 | 2 | 5  | 5  |
| Ekvádor  | 1 | 4 | 0 | 1 | 3 | 4  | 10 |

| 20. července 1975 |     |          |                                                                         |
| Kolumbie          | 1:0 | Paraguay | Estadio El Campín, Bogotá diváci: 60 000 rozhodčí: Romualdo Arppi Filho |
| Ríaz 83'          |     |          | Estadio El Campín, Bogotá diváci: 60 000 rozhodčí: Romualdo Arppi Filho |

| 24. července 1975       |     |                |                                                                   |
| Ekvádor                 | 2:2 | Paraguay       | Estadio Modelo, Guayaquil diváci: 50 000 rozhodčí: Mario Fiorenza |
| Passo 38' Castañeda 47' |     | Kiese 16', 87' | Estadio Modelo, Guayaquil diváci: 50 000 rozhodčí: Mario Fiorenza |

| 27. července 1975 |     |                                |                                                                                  |
| Ekvádor           | 1:3 | Kolumbie                       | Estadio Olímpico Atahualpa, Quito diváci: 45 000 rozhodčí: Miguel Angel Comesaña |
| Carrera 40'       |     | Ortiz 15' Retat 75' Castro 83' | Estadio Olímpico Atahualpa, Quito diváci: 45 000 rozhodčí: Miguel Angel Comesaña |

| 30. července 1975 |     |          |                                                                              |
| Paraguay          | 0:1 | Kolumbie | Defensores del Chaco, Asunción diváci: 50 000 rozhodčí: Arnaldo César Coelho |
|                   |     | Ríaz 40' | Defensores del Chaco, Asunción diváci: 50 000 rozhodčí: Arnaldo César Coelho |

- Zápas předčasně ukončen. Výsledek ponechán.

| 7. srpna 1975       |     |         |                                                                  |
| Kolumbie            | 2:0 | Ekvádor | Estadio El Campín, Bogotá diváci: 50 000 rozhodčí: Carlos Robles |
| Ríaz 15' Calero 42' |     |         | Estadio El Campín, Bogotá diváci: 50 000 rozhodčí: Carlos Robles |

| 10. srpna 1975          |     |              |                                                                         |
| Paraguay                | 3:1 | Ekvádor      | Defensores del Chaco, Asunción diváci: 10 000 rozhodčí: Armando Marques |
| Báez 21' Rolón 39', 58' |     | Castañeda 31 | Defensores del Chaco, Asunción diváci: 10 000 rozhodčí: Armando Marques |

## Play off

### Semifinále
| 21. září 1975                                   |     |         |                                                                 |
| Kolumbie                                        | 3:0 | Uruguay | Estadio El Campín, Bogotá diváci: 55 000 rozhodčí: César Orozco |
| Angulo 53' Ortiz 70' Ríaz 90' Re los Santos 17' |     |         | Estadio El Campín, Bogotá diváci: 55 000 rozhodčí: César Orozco |

| 1. října 1975         |     |          |                                                                           |
| Uruguay               | 1:0 | Kolumbie | Estadio Centenario, Montevideo diváci: 70 000 rozhodčí: Rafael Hormazábal |
| Morena 17' (pen.) 80' |     |          | Estadio Centenario, Montevideo diváci: 70 000 rozhodčí: Rafael Hormazábal |

 Kolumbie zvítězila celkovým skóre 3:1 a postoupila do finále.
| 30. září 1975      |     |                                |                                                                                 |
| Brazílie           | 1:3 | Peru                           | Estádio Mineirão, Belo Horizonte diváci: 75 000 rozhodčí: Miguel Angel Comesaña |
| Roberto Batata 54' |     | Casaretto 19' 88' Cubillas 82' | Estádio Mineirão, Belo Horizonte diváci: 75 000 rozhodčí: Miguel Angel Comesaña |

| 4. října 1975 |     |                               |                                                                               |
| Peru          | 0:2 | Brazílie                      | Estadio Alejandro Villanueva, Lima diváci: 35 000 rozhodčí: Arturo Ithurralde |
|               |     | Meléndez 10' (vl.) Campos 61' | Estadio Alejandro Villanueva, Lima diváci: 35 000 rozhodčí: Arturo Ithurralde |

Celkové skóre dvojzápasu bylo 3:3.  Peru postoupilo po hodu mincí.

### Finále
| 16. října 1975 |     |      |                                                                    |
| Kolumbie       | 1:0 | Peru | Estadio El Campín, Bogotá diváci: 50 000 rozhodčí: Miguel Comesaña |
| Castro 38'     |     |      | Estadio El Campín, Bogotá diváci: 50 000 rozhodčí: Miguel Comesaña |

| 22. října 1975          |     |          |                                                               |
| Peru                    | 2:0 | Kolumbie | Estadio Nacional, Lima diváci: 50 000 rozhodčí: Juan Silvagno |
| Oblitas 18' Ramírez 44' |     |          | Estadio Nacional, Lima diváci: 50 000 rozhodčí: Juan Silvagno |

Ve finále se nesčítalo skóre. Vzhledem k tomu, že oba týmy vyhrály jeden zápas, o titulu rozhodl dodatečný zápas na neutrální půdě.

### Rozhodující zápas na neutrální půdě
| 28. října 1975 |     |          |                                                                  |
| Peru           | 1:0 | Kolumbie | Estadio Olimpico, Caracas diváci: 30 000 rozhodčí: Ramón Barreto |
| Sotil 25'      |     |          | Estadio Olimpico, Caracas diváci: 30 000 rozhodčí: Ramón Barreto |